# Бабина, Анна Алексеевна
Анна Алексеевна Бабина (11 декабря 1990, Ленинград) — российская писательница.

## Биография
Родилась в Ленинграде. Окончила юридический факультет СПбГУ по специальности «уголовный процесс, криминалистика, оперативно-розыскная деятельность». Живёт в Санкт-Петербурге. Работает юристом. С 2018 года занимается литературным творчеством.
Публиковалась в журналах: «Урал», «Юность», «Нева», «Лиterraтура», «Север», «Нижний Новгород» и др.
Лауреат российских и международных конкурсов. Участница Форума молодых писателей России, стран СНГ и зарубежья «Липки» (2023).
В октябре 2024 года в издательстве «Азбука-Аттикус» вышел дебютный роман Анны «Презумпция вины». В том же году в издательстве «Перископ-Волга» вышел сборник короткой прозы «Коэффициент сцепления».
С 2024 года — редактор отдела прозы в литературном интернет-журнале «ПРОЛИТКУЛЬТ».
Литературным учителем считает Алексея Иванова.
В 2025 году с романом «Знаки безразличия» стала лауреатом Премии «Лицей» имени А.С. Пушкина.

## Современники о творчестве Анны Бабиной
Иван Родионов, литературный критик:
Анна Бабина принадлежит к категории авторов, чей стиль, единожды с ним познакомившись, уже не спутать ни с чьим другим. С одной стороны, Бабина пишет о вещах не умозрительных, но близких каждому, порой даже обыденных — и берет при этом очень высокие, близкие к надрыву ноты. С другой стороны, вкус позволяет ей всегда останавливаться там, где нужно, чтобы не перейти черту, за которой — сиропность или сентиментальность. Так умеют немногие. Добавьте к этому умение не отворачиваться от болезненного и одновременно не смаковать его — что тоже редкость для наших отравленных пресловутой «хтонью» времён.
Елена Нещерет, литературный критик:
Практикующий юрист, Бабина на полную катушку использует фактуру, которую дала ей профессия.
Сергей Шаргунов, писатель:
О «Знаках безразличия»: «Это профессионально, ловко написанный детектив. Детектив, леденящий кровь, но одновременно это глубокая, человечная история <…> о неравнодушии».